# Luciana Garcia
Luciana Mara Martin Garcia é uma empresária brasileira, tendo sido primeira-dama do estado de São Paulo, como esposa do 63.º governador paulista, Rodrigo Garcia.
Filha do empresário Ascolo Antônio Martin e Cinira Sebastiana de Souza Martin, Luciana tem mais três irmãos: Jaqueline, Cristiane e Stênio. Seu pai foi fundador do Grupo Pelmex e ela seguiu no ramo de confecção infantil.
Com a posse de seu marido como vice-governador do estado de São Paulo, se tornou a segunda-dama paulista. João Doria renunciou ao cargo de governador em abril de 2022 para se candidatar a presidência da República e Rodrigo assumiu como sucessor direto. Pela tradição da primeira-dama, Luciana assumiu o comando do Fundo Social de São Paulo.